# 火野村豪
火野村豪（ひのむら ごう・โก้、1974年9月7日 - ）はバンコクの沖縄三線奏者。バンコクで活動していた沖縄音楽ユニット「アンダギ―ズ」の元メンバーで三線担当。現在はソロでタイ・バンコクを拠点にタイ・チェンマイ、ミャンマー・ヤンゴン、ベトナム・ホーチミンで活動している。本名、福岡和章（ふくおかかずあき）。

## 略歴
1974年、兵庫県神崎郡香寺町(現在の姫路市)で長男として生まれる。1988年、姫路市立香呂小学校を卒業。小学校の6年間ピアノを習っていた。1991年、姫路市立香寺中学校を卒業。中学校在学中は剣道部創設に関わり、初代部長に就任する。同時に合唱部にも所属し文武両道の道を進む。自身のキャリアにおける音楽の基礎となる部分は合唱部の鏡谷明夫の指導及びピアノ教室での音階聞き取り、譜面起こしで培われた。1994年、兵庫県立姫路東高等学校普通科卒業。高校在学中も剣道部に所属し、趣味でカトリック加古川教会のコーラスグループに所属していた。高校は2年生以降、学校の先生不振によりほとんど出席していなかった。
高校卒業後は家で同然で上京し、警備員のバイトを皮切りに水商売に足を踏み入れる。その後、最終的には飲食店チェーンで働く。コンプラに厳しくなる前だったので店に23時間くらいいることも多々あり、この頃から独立して自分の店を持つ事を考えていた。2007年4月に飲食店チェーンを退職。退職金で独立し移動式屋台を始めようとする。理由は「移動式屋台だったら資金も何とかなるだろう」と思ったから。屋台といえば「日本では福岡、海外ではタイ」というイメージを持っていたため、屋台の勉強をするためにまずはタイへ10日間の旅行に行く。人生で初めて訪れたタイで、タイ人のホスピタリティに心打たれ、「もう少し滞在してタイ人のホスピタリティを理解したい」と思いタイへの語学留学を決意。学生ビザの発給可能なタイ語学校ソーソートーへ入学手続きを済ませるが、1年コースは4月入学であったため、入学まで半年ほど時間が空いてしまった。そこで、2007年9月より沖縄県の八重島諸島にある西表島／由布島でリゾートバイトをする。
アルバイト期間中に語学学校の1年コースが開講されないことを知る。理由は定員14名に対し2名しか申し込みが無かったため。そこでコースを1年コースから4か月コースに変更する。4か月コースは6月開始のため、語学学校への入学が2か月遅れたが、当初の予定通り2008年3月4日（三線の日）にリゾートバイトを退職しタイへ出発。授業開始までの間タイ国内を放浪し、2008年6月よりバンコクのタイ語学校ソーソートーへ語学留学。2008年10月に語学留学を終え一度日本に帰国。日本で移動販売の開店準備をしていたところ、友人からバンコクでの就職の話をもらい、タイへ戻ることを決意。しかし2008年11月25日、バンコクで反首相派の市民団体「民主市民連合」の支持者数千人が、スワンナプーム国際空港に突入し座り込みを行ったデモ活動の影響で空港が閉鎖。タイに入国ができない状態であった。しかし同年12月8日に空港が開放されたのを期にタイへ渡り、バンコクにある各種手配会社へ就職。タイでの生活を再開する。その後、独立し現在に至る。

## 三線演奏者として

### 三線との出会い
2007年9月、リゾートバイトの為に向かっていた西表島へのフェリーの中で、那覇から石垣への移動の間に三線奏者／島仲久さんとその家族と同室になり、影響を受ける。西表島でのアルバイトの際は当初牛車の手配など裏方の仕事を行っていたが、人手が足りず、牛車の運転手を経て三線を演奏する事になった。この時1週間で三線をマスターし、三線の魅力に取りつかれる。最初に覚えた曲は夏川りみの「涙そうそう」現在、三線と六線を所有。
火野村豪として
タイでの生活を皮切りに、芸名を火野村豪（のちに火野村★豪もしくはGou★hinomura）として活動を開始。火野村豪の名前は20歳に水商売に入った際に命名したもの。その当時の退陣はZの発音ができなかったためにカスアキと呼ばれるのが嫌でGOUというニックネームを使っていた。（タイ人は基本的にニックネームしか使わないことがほとんど）なおこの芸名の由来は、高校生時代に読んだ『クライング フリーマン』の主人公の名前「火野村窯」と、昔から好きだった漫画家の「永井豪」から取りました。時々「ヒノマルさん」と間違われる事があるが敢えて訂正はしない。
タイでの活動を始めたばかりの頃は、一本下駄に浴衣姿で三線を弾きながらバンコク市内をウロウロしていた。2008年6月、バンコク語学留学中にたまたま知り合ったタイ在住の日本人の紹介でAcademy Fantasia主催のミュージカル『蝶々夫人』のオーディションを受け、バックバンドの和楽器奏者として抜擢される。オーディション時に弾ける曲は「涙そうそう」だけであったが、浴衣と一本下駄でオーディションを受けたのがプロデューサーに絶賛され抜擢となった。2008年7月から同年9月まで、バンコクのペチャブリー通りにあるMシアターで公演。このミュージカル『蝶々夫人』がMシアターのこけら落とし公演であった。これを機に三線奏者としての活動が本格的に始まる。

### アンダギーズとして
ソロ活動が中心であったが、2013年9月、バンコクで音楽活動をしていた沖縄県那覇市出身の赤嶺義人（Dr)と期間限定の沖縄音楽ユニット『アンダギーズ』を結成。アンダギーズ結成すぐに長谷川めぐみ（Vo)が加入し『結衣花 ♪ ＆アンダギーズ』として活動を開始。2013年11月1日 、バンコクにあるインペリアルクイーンズパークホテルで開催された『サイアム沖縄ミュージックフェスティバル』が初舞台となった。ユニット名は元々「やーにんじゅ」に決まりかけていたが、最終的に『結衣花 ♪ ＆アンダギーズ』に落ち着いた。2013年12月29日、バンコクのトンロー横丁で『結衣花 ♪ ＆アンダギーズ』として出演したライブで、タイ人のルークトゥン歌手とコラボレーションを果たす。演奏した曲はBEGINの『花』。その後、タイでの三線活動の目標としていた日本の和楽器ミュージシャンとタイ楽器のプロ奏者とのチャリティーコンサートを成功させた。

### 使用楽器
- 三線

胴（チーガ）に蛇皮を使用した、一般的な三線。三線袋はチェンマイで日本柄の生地を作成している野々村さんの協力で作成された。今使っている三線は西表時代からの同じもの。
- 六線

沖縄の吉川三線店の吉川さん作。

### エピソード
- ライブ会場にタイ人の客が多い時は和服に一本下駄に歌舞伎の隈取のメイクを施した「歌舞伎スタイル」で演奏し、日本人の客が多い時はメイクをしない「和服スタイル」が多い。
- チェンマイのナイトマーケットで三線を演奏していたら『Thailand's Got Talent』のスタッフからオーディションに誘われた事がある。
- 三線を弾くため、右手人差し指のネイルケアは欠かさない。本人曰く「ネイルはアクリルネイルに限る！ ジェルはダメ！」 ネイルはホイクワンテラスで施術していることが多い。理由は早い安くて上手いからとのこと。

## 起業家として
2013年3月4日、Melmo Group Co., Ltd.をバンコクにて設立。会社の名前は手塚治虫の漫画『ふしぎなメルモ』から取った。スペルは設立前に手塚治虫記念館に電話をして確認済み。「手塚治虫が漫画家と医者を両立していた」事に共感したのと、「ある時は子供、ある時は大人という感覚で会社を進めることができれば」という願いを込めている。2014年にManaging Directorに就任し、会社の事業部を「予約部門」「不動産部門」「音楽事業部」の3つに再編。「音楽事業部」では和楽器奏者の派遣と三線および三線の備品販売を行っている。2015年にはホーチミンに事務所を設立した。
- 予約部門

～バンコク予約ドットコム～
手配内容：空港送迎車、1日貸し切りレンタカー、スパ・マッサージ店無料予約、ポケットWIFIルーターレンタル、VISA手配代行、レストラン予約、その他
※チェンマイ予約ドットコム／2025年3月始動予定
※プーケット予約ドットコム／2025年6月始動予定
～ホーチミン予約ドットコム～※2025年5月再始動予定
空港送迎車、1日貸し切りレンタカー、スパ・マッサージ店無料予約、ポケットWIFIルーターレンタル、VISA手配代行、レストラン予約、その他
- 不動産部門

～バンコク賃貸ドットコム～
オフィス、タウンハウスの仲介サポート、コンドミニアム、アパートの仲介サポート
- 音楽事業部

和楽器奏者手配、三線備品販売代行

## Youtuberとして
- 2010年8月25日にチャンネル開設。初投稿は2011年07月08日。Spa de Bangkok（現在閉店）での模様を撮影。ちなみにその時のオーナーさん／ヴィヴァンさんとは今でも交流あり。
- 自身の三線ライブやタイ・ベトナムのスパ、マッサージ店の情報、タイの日常風景などを短い動画で紹介している。
- 2020年5月からYouTuber的に活動。タイ国内の情報発信。基本的にGOUの興味があるもののみの情報発信、およびライブ！
- 方針は「スピードとリアリティ！クオリティはなし！」。スローガンは「無事故！ 無違反！ ガス欠なし！！！ トラブル・ハプニング・忘れ物～なし！」
- 今後の目標は「日本にいながらタイを満喫できるようなYouTubeライブ及び配信を心がける。」「沖縄三線でタイ音楽をアップ」「タイに関わる内容をどんどんアップして行き、日本人がより身近にタイを感じて頂ける配信」
- メンバー（2025年2月6日時点）／ママームーサップナムノイ・黒猫・6歳／Leiaちゃん・スコティッシュホールド・8歳／カオニャオマムアン・マンチカン・7か月／桃ちゃん／東京葛飾支部長／ゆーずーさん・石垣八重山地区支部長／TJT氏（在住者インタビュー・デートライブ出演者は除く）。

## エピソード
- バンコク内および郊外へはバイクで移動することが多い。現在所持しているバイクはYAMAHA／LEXI。1台のみ。
- 結婚歴あり。1-1-2
- 福岡家の家紋は「丸に違い矢」
- 本名を「福島さん」「福田さん」と間違われる事がある。間違われた場合は敢えて訂正はしないが、自分で「福岡」と連呼する。
- 趣味はビリヤード（エイトボール）でスクンビットソイ4のヒラリーバー2（Hillary Bar2）でよくプレイしている。2010年から毎回勝敗を記録している。日本ではほとんどビリヤードはしたことがなかった。ビリヤードを始めるきっかけは店に来ている白人と英会話の練習をする為。しかし生バンドがうるさすぎて全然会話できず。
- その体型から大阪江坂時代は『トトロ』、銀座並木通り時代は地下からの階段を駆け上る姿から『猫バス』と呼ばれていた。
- ダイエットによく挑戦する。主なダイエット方法は食事制限および断食。
- シンガポール国立大学から講義の依頼を受けた事がある。
- 100軒近いタイのSPAを体験している。
- ミスタードーナツ（新小岩北店）でアルバイトしていたことがある。その時に丸坊主にしていたが、客が怖がっていたとのこと。
- バンコクに住み始めてからスーパー戦隊モノを良く見るようになった。
- バンコクチケットセンターは詐欺会社とツイートされている（@nekonekoparis、@sagishifukuokakのツイートより）が、返金後、裁判で勝訴した（本人のYouTubeライブ配信）。
- 従業員の借金とネコ泥棒（ネコ横領罪）の被害届をタイ警察に2023年7月25日に提出した（本人のYouTubeショート動画より）。

## 好きな物
- 好きな動物：象とウミガメと犬と猫(現在、猫3匹と同棲)
- 好きな場所：ランパーン、プーケット、ホーチミン、タオ島、チェンライ
- 好きな戦隊：科学戦隊ダイナマン
- 好きな自動車メーカー：サーブ
- 好きな車種：旧車およびオープンカー
- 好きな車：光岡自動車のオロチ
- 好きなデザート：固めのプリン。
- 猫の名前（本名）：ママームーサップナムノイ／Leiaちゃん／カオニャオマムアン
- 猫の名前の意味：ママームーサップ。由来はタイのインスタント袋めんの名前から。
- 猫の名前（ニックネーム）：メーオ（タイ語の意味；ネコ）
- 猫の母：現在飼っている猫はタイ人トップYouTuberのsoftpomzからの紹介で保護。勝手にママと呼んでいる。

## 出演

### テレビ番組
- 『ホンネの殿堂！！紳助にはわかるまいっ ～結婚できない女たちの大暴露2時間スペシャル～』　フジテレビ　（2009年10月16日）
- 『イーサー（อีสา รวีช่วงโชติ）』Channel5（2014年）/ 日本兵役

### ミュージカル
- 『蝶々夫人/JoJo san』　（2007年）和楽器奏者

### CM
- SMIRNOFF THAILAND (2019年）
- ARROW THAILAND（2014年）
- San Pellegrino（2014年）

### ラジオ
- J-CHANNEL 2009年01月13日　ゲスト出演（平安桜feat火野村豪として）
- J-CHANNEL 2009年02月03日　ゲスト出演（平安桜feat火野村豪として）
- J-CHANNEL 2012年12月18日　ゲスト出演（火野村豪として）
- J-CHANNEL 2013年12月10日　ゲスト出演（結衣花＆アンダギーズとして）

### ライブ
| 日程            | イベント                                                                       | 会場                                                      | 備考                          |
| --------------- | ------------------------------------------------------------------------------ | --------------------------------------------------------- | ----------------------------- |
| 2008年 01月17日 | 第14回コミックパーティー                                                       | セントラルワールド                                        | 平安桜feat火野村豪として出演  |
| 2011年 03月16日 | 東日本大震災復興支援チャリティーイベント『ALL HEARTS FOR JAPAN』               | セントラルワールド                                        | 唯一の日本人アーティスト      |
| 2012年 02月26日 | J-LIVE 2011+1『宴』                                                            | Cosmic Cafe (RCA BLOCK C)                                 |                               |
| 2012年 11月17日 | J-LIVE 2012 『祭』                                                             | The Sundowner's Bar インペリアルクイーンズパークホテル1階 |                               |
| 2012年 12月22日 | ジャパニーズ・ウィンター・コンサート                                           | 伊勢丹バンコク                                            |                               |
| 2013年 01月13日 | ラックムアンタイ会                                                             | Hua Pla Chong Nonsi                                       |                               |
| 2013年 01月19日 | JAPAN EDUCATION ＆ JOB FAIR 2013                                               | サヤームパラゴン 5階 ロイヤルパラゴンホール               | アンダギーズとして出演        |
| 2013年 03月02日 | Festival of TOUCH                                                              | ベトナム・ホーチミン市青年文化会館                        | 下川みくにと共演              |
| 2013年 05月05日 | ホームコンサート2013                                                           |                                                           |                               |
| 2013年 07月07日 | 七夕コンサート                                                                 | 伊勢丹バンコク                                            | アンダギーズとして出演        |
| 2013年 11月28日 | ウクレレと沖縄POPsコンサート                                                   | 沖縄料理店「金城」                                        |                               |
| 2013年 11月01日 | サイアム・沖縄ミュージックフェスティバル                                       | The Sundowner's Bar インペリアルクイーンズパークホテル1階 | 結衣花＆アンダギ―ズとして出演 |
| 2013年 11月17日 | J-LIVE 2013 『宴』                                                             | The Sundowner's Bar インペリアルクイーンズパークホテル1階 | 結衣花＆アンダギ―ズとして出演 |
| 2013年 12月21日 | ジャパニーズ・ウィンター・コンサート                                           | 伊勢丹バンコク                                            |                               |
| 2013年 12月29日 | 日本の忘年会 Japanese Year-end party2013                                       | Asian Ville Benz Thonglor Street                          | アンダギ―ズとして出演         |
| 2014年 03月02日 | 東日本大震災チャリティークラッシックコンサート「がんばれ日本2014」             | オークラ・プレステージ・バンコク                          |                               |
| 2014年 09月11日 | Thai-Japanese Charity Concert for Children and Youth                           | タイカルチャーセンター 小ホール                           |                               |
| 2014年 10月18日 | J-LIVEive 2014 『祭』                                                          | RCA「OverTone」                                           | 伊藤タケシと共演              |
| 2014年 11月16日 | Travel Fair 2014                                                               | サイアムパラゴン                                          |                               |
| 2015年 02月22日 | 東日本大震災チャリティークラッシックコンサート「がんばれ日本2015」             | オークラ・プレステージ・バンコク 3階 ボールルーム         |                               |
| 2015年 10月17日 | J-LIVE vol8                                                                    | The Espranade                                             | 火野村豪＆ CMKとして出演      |
| 2016年 06月12日 | 熊本地震被災地支援チャリティーコンサート                                       | Salon Hors du Temps                                       |                               |
| 2017年 11月09日 | ロビーコンサート                                                               | オークラプレステージホテル                                |                               |
| 2020年12月03日  | 'CHYO-WA' SAKE-PAIRING DINNER「A PERFECT MATCH MADE IN JAPAN」イベントにて演奏 | HAGI JAPANESE RESTAURANT, CENTARA GRAND LADPRAO           |                               |

### 雑誌
- ICHIGO第03号　2009年04月10日発行
- DACO第263号　2009年04月20日発行　『バンコク生活きほんの「き」』
- DACO第278号　2009年12月05日発行　『永久保存版！徹底的に歩いて調べた チャオプラヤー川絶景グルメマップ』-【男のスパ道】寄稿
- DACO第279号　2009年12月20日発行　『街角の声と明るいニュースで振り返るFOCUS ON THAILAND 2009』-【男のスパ道】寄稿
- DACO第284号　2010年03月05日発行　『伝統ある学生街で食べ歩き ソイ・チュラ 今昔ぐるめ道』-【男のスパ道】寄稿
- DACO第286号　2010年04月05日発行　『在住者の生声入りバンコク生活きほんのき』-【今月のお客人】
- DACO第287号　2010年04月20日発行　『バンコク在住者がご案内 タイ料理デビューにこの店、この1品！』－【ワンデートリップ】
- DACO第399号　2014年12月20日発行　『カラオケ大会が信じられないほど盛り上がる　アガる！タイの名曲』-表紙カバー